# Pejman Montazeri
Pejman Montazeri (persisch پژمان منتظری; * 6. September 1983 in Ahvaz) ist ein iranischer Fußballspieler.

## Karriere

### Klub
In seiner Jugend spielte er beim Foolad FC und wechselte hier im Sommer 2004 von der U17 in die erste Mannschaft. Nach zwei Spielzeiten zog es ihn weiter zu Esteghlal Teheran. Mit seiner Mannschaft gewann er in der Saison 2012/13 auch noch einmal die Meisterschaft. Nach vielen Jahren verließ er sein Heimatland und schloss sich im Januar 2014 dem Umm-Salal SC aus Katar an. Zur Saison 2015/16 wechselte er ligaintern weiter zum al-Ahli SC. Ab der Runde 2017/18 schloss er sich dann noch einmal Esteghlal Teheran an, seit August 2019 spielt er aber wieder in Katar bei al-Kharitiyath.

### Nationalmannschaft
Sein erster bekannter Einsatz für die iranische Nationalmannschaft war ein 2:0-Freundschaftsspielsieg gegen die Volksrepublik China am 19. Dezember 2008. Anschließend dauerte es knapp drei Jahre, bis er im Oktober 2011 erneut in einem Freundschaftsspiel eingesetzt wurde. Danach sollte es noch einmal bis zum Mai 2012 dauern, bis er kontinuierlich Einsätze bekam. So kam er unter anderem auch in der Qualifikation zur Weltmeisterschaft 2014 einige Male zum Einsatz. Sein erstes Turnier war dann die Westasienmeisterschaft 2012. Nach der erfolgreichen Qualifikation für die Endrunde der WM 2014, stand er hier auch im Kader der Mannschaft und kam in allen drei Gruppenspielen zum Einsatz.
Im Herbst 2015 ging es dann weiter mit Spielen der Qualifikation für die Weltmeisterschaft 2018. Nach der erfolgreichen Qualifikation war er auch hier Teil des Kaders der Mannschaft bei der Endrunde, blieb jedoch ohne einzigen Einsatz. Sein nächstes Turnier war die Asienmeisterschaft 2019, hier absolvierte er auch sein bis dato letztes Spiel während der Gruppenphase bei einem 5:0-Sieg über den Jemen.